# Ana Bajić
Ana Bajić (Beška, 19 marzo 1995) è una taekwondoka serba.

## Palmarès
- Mondiali

Puebla 2013: bronzo nei +73 kg.
- Europei

Baku 2014: bronzo nei +73 kg.